# Nobunaga no Yabō: Bushō Fūunroku
Nobunaga no Yabō: Bushō Fūunroku (信長の野望・武将風雲録), aussi appelé Nobunaga's Ambition 3: The Rising of Sun, est un jeu vidéo de grande stratégie développé et édité par Koei, sorti en 1990 sur PC-98. Il a été adapté sur DOS, FM Towns, Mega Drive, MSX2, NES, PC-88, PC Engine, PlayStation, Super Nintendo et X68000.
Le jeu fait partie de la série Nobunaga's Ambition.

## Accueil
- Famitsu : 25/40 (NES)[1] - 26/40 (SNES)[2]